# Associazione Calcio Hellas Verona 1965-1966

## Rosa
| N. |                   | Ruolo | Calciatore         |
| -- | ----------------- | ----- | ------------------ |
|    | Italia (bandiera) | P     | Paolo Cimpiel      |
|    | Italia (bandiera) | P     | Renato Piccoli     |
|    | Italia (bandiera) | D     | Italo Cosaro       |
|    | Italia (bandiera) | D     | Renato Cressoni    |
|    | Italia (bandiera) | D     | Romano Di Bari     |
|    | Italia (bandiera) | D     | Pietro Cappellino  |
|    | Italia (bandiera) | D     | Eraldo Mancin      |
|    | Italia (bandiera) | D     | Roberto Ranghino   |
|    | Italia (bandiera) | D     | Giancarlo Savoia   |
|    | Italia (bandiera) | D     | Francesco Scaratti |
|    | Italia (bandiera) | C     | Italo Bonatti      |

| N. |                   | Ruolo | Calciatore          |
| -- | ----------------- | ----- | ------------------- |
|    | Italia (bandiera) | C     | Raffaele Castellini |
|    | Italia (bandiera) | C     | Lucio Dell'Angelo   |
|    | Italia (bandiera) | C     | Antonio Ghedini     |
|    | Italia (bandiera) | C     | Cesarino Perezzani  |
|    | Italia (bandiera) | C     | Giulio Sega         |
|    | Italia (bandiera) | C     | Gianni Tanello      |
|    | Italia (bandiera) | A     | Lino Golin          |
|    | Italia (bandiera) | A     | Sandro Joan         |
|    | Italia (bandiera) | A     | Adriano Maschietto  |
|    | Italia (bandiera) | A     | Vittorio Tomiet     |
|    | Italia (bandiera) | A     | Pierluigi Zeno      |

## Calciomercato

### Sessione estiva(fino al 15 luglio 1965)
| Acquisti | Acquisti          | Acquisti          | Acquisti                |
| R.       | Nome              | da                | Modalità                |
| -------- | ----------------- | ----------------- | ----------------------- |
| P        | Paolo Cimpiel     | Brescia           | definitivo              |
| D        | Eraldo Mancin     | Venezia           | definitivo              |
| D        | Roberto Ranghino  | Novara            | definitivo              |
| C        | Lucio Dell'Angelo | Lanerossi Vicenza | definitivo (55 milioni) |
| C        | Antonio Ghedini   | Foggia            | definitivo              |

| Cessioni | Cessioni           | Cessioni | Cessioni      |
| R.       | Nome               | a        | Modalità      |
| -------- | ------------------ | -------- | ------------- |
| P        | Giorgio Bissoli    | Trapani  | definitivo    |
| P        | Mario Liberalato   | Mestrina | definitivo    |
| D        | Eros Fassetta      | -        | fine carriera |
| D        | Giuseppe Peretta   | Siracusa | definitivo    |
| C        | Franco Radaelli    | Novara   | definitivo    |
| C        | Ampelio Simeoni    | Pescara  | definitivo    |
| A        | Giuseppe Del Zotto | Padova   | definitivo    |

## Risultati

### Serie B

#### Girone di andata
| Arbitro: | Fiduccia (Marsala) |

|                    |           |  |
| Baisi 41’ Lodi 78’ | Marcatori |  |

| Trani 12 settembre 1965, ore 15:30 CET 2ª giornata | Trani            | 0 – 0 | Verona | Stadio Comunale\| Arbitro: \| Torelli (Milano) \| |
| Arbitro:                                           | Torelli (Milano) |       |        |                                                   |

| Arbitro: | Motta (Monza) |

|          |           |              |
| Zeno 10’ | Marcatori | 33’ Bertogna |

| Arbitro: | Frullini (Firenze) |

|             |           |                |
| Sartore 77’ | Marcatori | 67’ Maschietto |

| Verona 3 ottobre 1965, ore 15:00 CET 5ª giornata | Verona          | 0 – 0 | Palermo | Stadio Marcantonio Bentegodi\| Arbitro: \| Giunti (Arezzo) \| |
| Arbitro:                                         | Giunti (Arezzo) |       |         |                                                               |

| Lecco 10 ottobre 1965, ore 15:00 CET 6ª giornata | Lecco             | 0 – 0 | Verona | Stadio Mario Rigamonti\| Arbitro: \| Righetti (Torino) \| |
| Arbitro:                                         | Righetti (Torino) |       |        |                                                           |

| Arbitro: | Di Tonno (Lecce) |

|                     |           |               |
| Golin 3’ Tomiet 48’ | Marcatori | 29’ Gilardoni |

| Arbitro: | Acernese (Roma) |

|  |           |               |
|  | Marcatori | 50’ Vivarelli |

| Arbitro: | Schinetti (Brescia) |

|         |           |  |
| Bui 57’ | Marcatori |  |

| Messina 7 novembre 1965, ore 14:30 CET 10ª giornata | Messina          | 0 – 0 | Verona | Stadio Giovanni Celeste\| Arbitro: \| Canova (Bologna) \| |
| Arbitro:                                            | Canova (Bologna) |       |        |                                                           |

| Arbitro: | Camozzi (Ascoli Piceno) |

|           |           |  |
| Tomiet 5’ | Marcatori |  |

| Arbitro: | Torelli (Milano) |

|                          |           |             |
| Malavasi 22’ Recagni 38’ | Marcatori | 16’ Bonatti |

| Arbitro: | Nobilia (Roma) |

|                                           |           |                                 |
| Scaratti 60’ Golin 73’ (rig.) Bonatti 82’ | Marcatori | 26’ (aut.) Ranghino 29’ Rigotto |

| Arbitro: | Di Tonno (Lecce) |

|             |           |                          |
| Corelli 70’ | Marcatori | 25’ Sega 40’ Dell'Angelo |

| Verona 19 dicembre 1965, ore 14:30 CET 15ª giornata | Verona            | 0 – 0 | Livorno | Stadio Marcantonio Bentegodi\| Arbitro: \| D'Auria (Salerno) \| |
| Arbitro:                                            | D'Auria (Salerno) |       |         |                                                                 |

| Arbitro: | Vacchini (Milano) |

|                       |           |  |
| Scaratti 55’ Sega 75’ | Marcatori |  |

| Arbitro: | Piantoni (Terni) |

|              |           |                   |
| Lojacono 58’ | Marcatori | 55’, 75’ Scaratti |

| Arbitro: | Righi (Milano) |

|          |           |            |
| Bigon 3’ | Marcatori | 20’ Savoia |

| Verona 16 gennaio 1966, ore 14:30 CET 19ª giornata | Verona            | 0 – 0 | Novara | Stadio Marcantonio Bentegodi\| Arbitro: \| Palazzo (Palermo) \| |
| Arbitro:                                           | Palazzo (Palermo) |       |        |                                                                 |

#### Girone di ritorno
| Arbitro: | Frullini (Firenze) |

|                        |           |          |
| Scaratti 36’ Golin 68’ | Marcatori | 89’ Lodi |

| Verona 13 febbraio 1966, ore 15:00 CET 21ª giornata | Verona             | 0 – 0 | Trani | Stadio Marcantonio Bentegodi\| Arbitro: \| Fiduccia (Marsala) \| |
| Arbitro:                                            | Fiduccia (Marsala) |       |       |                                                                  |

| Arbitro: | Francescon (Padova) |

|                            |           |                |
| Salvemini 38’ Bertogna 48’ | Marcatori | 25’ Maschietto |

| Arbitro: | Di Tonno (Lecce) |

|         |           |  |
| Sega 7’ | Marcatori |  |

| Palermo 6 marzo 1966, ore 15:00 CET 24ª giornata | Palermo        | 0 – 0 | Verona | Stadio La Favorita\| Arbitro: \| Nobilia (Roma) \| |
| Arbitro:                                         | Nobilia (Roma) |       |        |                                                    |

| Arbitro: | Pieroni (Roma) |

|  |           |                          |
|  | Marcatori | 51’ Clerici 54’ Bonfanti |

| Arbitro: | Vitullo (Roma) |

|                      |           |          |
| Locatelli 58’ (rig.) | Marcatori | 68’ Joan |

| Arbitro: | Gonella (Torino) |

|                                              |           |                           |
| Maggioni 37’ Vigni 42’ Bersellini 68’ (rig.) | Marcatori | 72’ (rig.) Golin 88’ Joan |

| Arbitro: | Orlando (Bergamo) |

|                       |           |  |
| Golin 26’ Bonatti 28’ | Marcatori |  |

| Arbitro: | Piantoni (Terni) |

|                   |           |  |
| Joan 58’ Sega 86’ | Marcatori |  |

| Arbitro: | Marengo (Chiavari) |

|             |           |          |
| Vellani 62’ | Marcatori | 90’ Sega |

| Verona 1º maggio 1966, ore 16:00 CET 31ª giornata | Verona              | 0 – 0 | Reggiana | Stadio Marcantonio Bentegodi\| Arbitro: \| Schinetti (Brescia) \| |
| Arbitro:                                          | Schinetti (Brescia) |       |          |                                                                   |

| Reggio Calabria 8 maggio 1966, ore 16:00 CET 32ª giornata | Reggina         | 0 – 0 | Verona | Stadio Comunale\| Arbitro: \| Genel (Trieste) \| |
| Arbitro:                                                  | Genel (Trieste) |       |        |                                                  |

| Verona 15 maggio 1966, ore 16:00 CET 33ª giornata | Verona            | 0 – 0 | Mantova | Stadio Marcantonio Bentegodi\| Arbitro: \| D'Agostini (Roma) \| |
| Arbitro:                                          | D'Agostini (Roma) |       |         |                                                                 |

| Arbitro: | Motta (Monza) |

|                |           |            |
| Mascalaito 48’ | Marcatori | 77’ Mancin |

| Arbitro: | Politano (Cuneo) |

|           |           |                    |
| Cosma 54’ | Marcatori | 13’ Joan 64’ Golin |

| Arbitro: | Acernese (Roma) |

|                         |           |                                      |
| Tomiet 33’ Scaratti 64’ | Marcatori | 21’ Nicolè 53’ Pasquina 71’ Lojacono |

| Arbitro: | Cimma (Biella) |

|            |           |                      |
| Tomiet 44’ | Marcatori | 5’ (aut.) Cappellino |

| Arbitro: | Canova (Bologna) |

|                              |           |           |
| Bramati 56’ (rig.) Colla 75’ | Marcatori | 60’ Golin |

### Coppa Italia

#### Turni preliminari
| Arbitro: | Monti (Ancona) |

|  |           |             |
|  | Marcatori | 83’ Savoldi |

## Statistiche

### Statistiche di squadra
| Competizione | Punti | In casa | In casa | In casa | In casa | In casa | In casa | In trasferta | In trasferta | In trasferta | In trasferta | In trasferta | In trasferta | Totale | Totale | Totale | Totale | Totale | Totale | D.R. |
| Competizione | Punti | G       | V       | N       | P       | Gf      | Gs      | G            | V            | N            | P            | Gf           | Gs           | G      | V      | N      | P      | Gf     | Gs     | D.R. |
| ------------ | ----- | ------- | ------- | ------- | ------- | ------- | ------- | ------------ | ------------ | ------------ | ------------ | ------------ | ------------ | ------ | ------ | ------ | ------ | ------ | ------ | ---- |
| Serie B      | 40    | 19      | 8       | 8       | 3       | 19      | 12      | 19           | 3            | 10           | 6            | 16           | 20           | 38     | 11     | 18     | 9      | 35     | 32     | +3   |
| Coppa Italia | -     | 1       | 0       | 0       | 1       | 0       | 1       | -            | -            | -            | -            | -            | -            | 1      | 0      | 0      | 1      | 0      | 1      | -1   |
| Totale       | 40    | 20      | 8       | 8       | 4       | 19      | 13      | 19           | 3            | 10           | 6            | 16           | 20           | 39     | 11     | 18     | 10     | 35     | 33     | +2   |

### Andamento in campionato
| Giornata  | 1  | 2  | 3  | 4  | 5  | 6  | 7  | 8  | 9  | 10 | 11 | 12 | 13 | 14 | 15 | 16 | 17 | 18 | 19 | 20 | 21 | 22 | 23 | 24 | 25 | 26 | 27 | 28 | 29 | 30 | 31 | 32 | 33 | 34 | 35 | 36 | 37 | 38 |
| --------- | -- | -- | -- | -- | -- | -- | -- | -- | -- | -- | -- | -- | -- | -- | -- | -- | -- | -- | -- | -- | -- | -- | -- | -- | -- | -- | -- | -- | -- | -- | -- | -- | -- | -- | -- | -- | -- | -- |
| Luogo     | T  | T  | C  | T  | C  | T  | C  | C  | T  | T  | C  | T  | C  | T  | C  | C  | T  | T  | C  | C  | C  | T  | C  | T  | C  | T  | T  | C  | C  | T  | C  | T  | C  | T  | T  | C  | C  | T  |
| Risultato | P  | N  | N  | N  | N  | N  | V  | P  | P  | N  | V  | P  | V  | V  | N  | V  | V  | N  | N  | V  | N  | P  | V  | N  | P  | N  | P  | V  | V  | N  | N  | N  | N  | N  | V  | P  | N  | P  |
| Posizione | 20 | 16 | 18 | 16 | 17 | 17 | 11 | 12 | 15 | 15 | 12 | 15 | 13 | 13 | 13 | 8  | 6  | 7  | 7  | 6  | 5  | 9  | 6  | 7  | 8  | 8  | 9  | 7  | 7  | 6  | 6  | 6  | 5  | 6  | 5  | 6  | 6  | 6  |

Legenda:

Luogo: C = Casa; T = Trasferta. Risultato: V = Vittoria; N = Pareggio; P = Sconfitta.

### Statistiche dei giocatori
Sono in corsivo i calciatori che hanno lasciato la società a stagione in corso.
| Giocatore      | Serie B  | Serie B | Serie B     | Serie B    | Coppa Italia | Coppa Italia | Coppa Italia | Coppa Italia | Totale   | Totale | Totale      | Totale     |
| Giocatore      | Presenze | Reti    | Ammonizioni | Espulsioni | Presenze     | Reti         | Ammonizioni  | Espulsioni   | Presenze | Reti   | Ammonizioni | Espulsioni |
| -------------- | -------- | ------- | ----------- | ---------- | ------------ | ------------ | ------------ | ------------ | -------- | ------ | ----------- | ---------- |
| I. Bonatti     | 18       | 3       | ?           | ?          | 1            | 0            | ?            | ?            | 19       | 3      | ?           | ?          |
| P. Cappellino  | 33       | 0       | ?           | ?          | 1            | 0            | ?            | ?            | 34       | 0      | ?           | ?          |
| R. Castellini  | 1        | 0       | ?           | ?          | -            | -            | -            | -            | 1        | 0      | 0+          | 0+         |
| P. Cimpiel     | 34       | -25     | ?           | ?          | 1            | -1           | ?            | ?            | 35       | -26    | ?           | ?          |
| I. Cosaro      | 1        | 0       | ?           | ?          | -            | -            | -            | -            | 1        | 0      | 0+          | 0+         |
| R. Cressoni    | 14       | 0       | ?           | ?          | -            | -            | -            | -            | 14       | 0      | 0+          | 0+         |
| L. Dell'Angelo | 32       | 1       | ?           | ?          | -            | -            | -            | -            | 32       | 1      | 0+          | 0+         |
| R. Di Bari     | 20       | 0       | ?           | ?          | 1            | 0            | ?            | ?            | 21       | 0      | ?           | ?          |
| A. Ghedini     | 8        | 0       | ?           | ?          | 1            | 0            | ?            | ?            | 9        | 0      | ?           | ?          |
| L. Golin       | 32       | 7       | ?           | ?          | 1            | 0            | ?            | ?            | 33       | 7      | ?           | ?          |
| S. Joan        | 12       | 4       | ?           | ?          | -            | -            | -            | -            | 12       | 4      | 0+          | 0+         |
| E. Mancin      | 25       | 1       | ?           | ?          | 1            | 0            | ?            | ?            | 26       | 1      | ?           | ?          |
| A. Maschietto  | 24       | 2       | ?           | ?          | 1            | 0            | ?            | ?            | 25       | 2      | ?           | ?          |
| C. Perezzani   | 1        | 0       | ?           | ?          | -            | -            | -            | -            | 1        | 0      | 0+          | 0+         |
| R. Piccoli     | 5        | -7      | ?           | ?          | -            | -            | -            | -            | 5        | -7     | 0+          | 0+         |
| R. Ranghino    | 25       | 0       | ?           | ?          | -            | -            | -            | -            | 25       | 0      | 0+          | 0+         |
| G. Savoia      | 38       | 1       | ?           | ?          | 1            | 0            | ?            | ?            | 39       | 1      | ?           | ?          |
| F. Scaratti    | 30       | 6       | ?           | ?          | 1            | 0            | ?            | ?            | 31       | 6      | ?           | ?          |
| G. Sega        | 28       | 5       | ?           | ?          | 1            | 0            | ?            | ?            | 29       | 5      | ?           | ?          |
| G. Tanello     | 4        | 0       | ?           | ?          | -            | -            | -            | -            | 4        | 0      | 0+          | 0+         |
| V. Tomiet      | 17       | 4       | ?           | ?          | -            | -            | -            | -            | 17       | 4      | 0+          | 0+         |
| P. Zeno        | 17       | 1       | ?           | ?          | -            | -            | -            | -            | 17       | 1      | 0+          | 0+         |